# Tuska

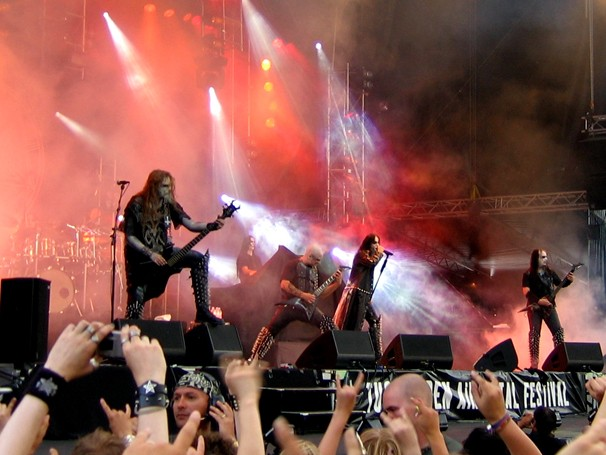
Dimmu Borgir op Tuska 2005.

Tuska Open Air Metal Festival, kortweg Tuska, is het grootste festival met alleen maar metal en daaraan gerelateerde muziekstijlen in Scandinavië. Het vindt plaats in het Kaisaniemipark in het midden van de Finse hoofdstad Helsinki. Tuska is begonnen in 1998 en het is ieder jaar groter geworden. In 2006 was het festival bijna uitverkocht en meer dan 33.000 metalheads waren daar voor 32 artiesten, waaronder Anathema, Celtic Frost, Opeth, Sodom, Venom, en Finlands eigen Amorphis en Sonata Arctica.
Er zijn drie podia op Tuska: Inferno, Sue, en de main stage, Radio Rock (Radio City tot 2007).
Het woord "tuska" betekent in het Fins zoiets als pijn.

## Artiesten per jaar

### 1998
Absurdus, Am I Blood, Babylon Whores, Barathrum, Corporal Punishment, Crimson Midwinter, D-Ray, Gandalf, Gorgoroth, Hundred Years, Impaled Nazarene, Kyyria, Nemeh's O.D., Timo Rautiainen & Trio Niskalaukaus

### 1999
...And Oceans, 45 Degree Woman, Afterworld, Amorphis, Barathrum, Bury Me Deep, D-Ray, Dark Tranquillity, Divine Decay, Gandalf, Itä-Saksa, Jimsonweed, Lullacry, Nightwish, Painflow, Purity, Sentenced, Soul Above, Tarot, The 69 Eyes, Throne of Chaos, Timo Rautiainen & Trio Niskalaukaus, Twilight Opera, Two Witches

### 2000
Babylon Whores, Children of Bodom, Diablo, Eternal Tears of Sorrow, Finntroll, Gamma Ray, Impaled Nazarene, Lullacry, Metal Gods, Nightwish, Pain, Reduce to Ash, Satyricon, Sinergy, Stone, Terveet Kädet, The Black League, The Crown, Timo Rautiainen & Trio Niskalaukaus, To/Die/For

### 2001
45 Degree Woman, Amon Amarth, Amorphis, Daniel Lion Eye And The Rollers, Drive, Eläkeläiset, Finntroll, Gandalf, Headplate, Impaled Nazarene, In Flames, Katatonia, Kotiteollisuus, Rhapsody of Fire, Rotten Sound, Stratovarius, The 69 Eyes, Timo Rautiainen & Trio Niskalaukaus, Transport League, United Underworld, Yearning

### 2002
Ajattara, Blake, Bruce Dickinson, Diablo, Demigod, Ensiferum, Impaled Nazarene, Machine Head, Maj Karman Kauniit Kuvat, Marduk, Moonsorrow, Mustach, Nightwish, Sara, Sentenced, Sonata Arctica, Suburban Tribe, Sunride, The Crown, Timo Rautiainen & Trio Niskalaukaus, Verenpisara

### 2003
Amorphis, Arch Enemy, Barathrum, Behemoth, Children of Bodom, Divine Decay, Edguy, Finntroll, Horna, Immortal Souls, Lordi, Lost Horizon, Lullacry, Mannhai, Mauron Maiden, Ministry, Mokoma, Moonsorrow, Norther, Reverend Bizarre, Rotten Sound, Sentenced, Soulfly, Stratovarius, Tarot, The 69 Eyes, The Haunted, Thunderstone, Thyrane, Timo Rautiainen & Trio Niskalaukaus, Type O Negative

### 2004
Beseech, Blake, Chaosbreed, Charon, Dark Funeral, Dark Tranquillity, Death Angel, Dew-Scented, Diablo, Dio, Dismember, Drive, D.S.K., Ensiferum, Fear Factory, In Flames, Impaled Nazarene, Kilpi, Kotiteollisuus, Nasum, Nightwish, Machine Men, Mokoma, Sinergy, Soilwork, Sonata Arctica, Suburban Tribe, Swallow the Sun, Timo Rautiainen & Trio Niskalaukaus, Trollheim's Grott, Turisas, Twilightning

### 2005
Accept, Ajattara, Amoral, Apocalyptica, Callisto, Children of Bodom, Deathchain, Destruction, Dimmu Borgir, Evergrey, Finntroll, Gamma Ray, Hieronymus Bosch, Lake of Tears, Malediction, Mnemic, Monster Magnet, Naglfar, Pain Confessor, Paska, Primal Fear, Rotten Sound, Scarve, Sentenced, Sinking, Skyclad, Stam1na, Teräsbetoni, Testament, Thunderstone, Turmion Kätilöt, Viikate, Wintersun

### 2006
Amorphis, Anathema, April, Arch Enemy, Burst, Celtic Frost, Deathstars, Diablo, Epica, Freedom Call, Gojira, Impaled Nazarene, Kalmah, Mendeed, Metsatöll, Mokoma, Nine, Norther, Opeth, Pain Confessor, Sodom, Sonata Arctica, Stam1na, Suburban Tribe, Swallow the Sun, Tarot, The Scourger, The Sisters of Mercy, Timo Rautiainen, Venom, Verjnuarmu, Wintersun

### 2007
45 Degree Woman, Before The Dawn, Blind Guardian, Brother Firetribe, Children of Bodom, D'espairsRay, DragonForce, Emperor, Finntroll, Hatesphere, Immortal, Imperia, Insomnium, Isis, Katatonia, Legion of the Damned, Maj Karma, Mercenary, Misery Index, Moonsorrow, Moonspell, Naildown, Nicole, Pain, Profane Omen, Scent of Flesh, Stratovarius, Sturm Und Drang, Thunderstone, Turisas, Vader, W.A.S.P.